# Helly Hansen
Helly Hansen (HH) è un'azienda norvegese produttrice e rivenditrice di abbigliamento e attrezzature sportive, oggi sussidiaria della catena canadese di vendita al dettaglio Canadian Tire. Ha sede ad Oslo dall'ottobre 2009; tuttavia, dalla sua fondazione nel 1877, fino a quella data, era situata a Moss, in Norvegia.

## Storia
Helly Juell Hansen iniziò a navigare all'età di 14 anni e, nel 1877, a 35 anni, insieme alla moglie Maren Margarethe iniziò a produrre giacche cerate, pantaloni, giacche a vento e teloni, utilizzando tela di lino grezzo imbevuto di olio di lino. Nei primi cinque anni furono venduti circa 10000 capi. Nel 1878 l'azienda vinse il diploma d'eccellenza all'Esposizione universale di Parigi e iniziò ad esportare i suoi prodotti.
Dopo la morte di Helly Juell Hansen nel 1914, la gestione dell'azienda passò al figlio Leiv Helly-Hansen, un abile commerciante. Negli anni Venti venne sviluppato un nuovo tessuto chiamato Linox, frutto delle stesse tecniche già utilizzate in precedenza, ma con una significativa innovazione: l'olio di lino fu sostituito dal PVC.
Da questa base si sviluppò nel 1949 l’Helox, un materiale ottenuto trasformando una miscela di PVC in un sottile film plastico mediante l'uso di due calandre. Questo nuovo materiale permise a Helly Hansen di creare abiti antipioggia trasparenti, che lasciavano intravedere mantelli e cappotti indossati sotto gli indumenti impermeabili. Inoltre, l’Helox poteva essere cucito direttamente nei cappotti, rendendoli completamente impermeabili. Si arrivò a produrre circa 30000 giacche Helox al mese. Fu sviluppata anche una versione più resistente per l'abbigliamento da lavoro, chiamata Plarex.
In seguito, fu lanciata la linea Fibrepile per il mercato dell'abbigliamento outdoor e da lavoro, con uno strato isolante da indossare sotto gli impermeabili. Veniva utilizzato dai boscaioli svedesi, che scoprirono che offriva isolamento dal freddo e buona ventilazione durante il duro lavoro fisico nei boschi.
Negli anni settanta l’azienda introdusse il LIFA, un tessuto in polipropilene che allontana l'umidità dal corpo, mantenendo la pelle asciutta e calda. Questo tessuto divenne lo strato base dei sistemi di abbigliamento a tre strati promossi dall'azienda, composto da LIFA a contatto con la pelle, Fibrepile come strato isolante e un capo impermeabile per la protezione esterna.
Sempre negli anni settanta, HH sviluppò tute di sopravvivenza per i lavoratori del settore petrolifero offshore che operavano nel Mare del Nord. Nel 1980 venne lanciato il sistema di tessuti traspiranti e impermeabili, denominato Helly Tech. Gli indumenti Helly Tech combinavano tecnologia idrofila e microporosa. Gli indumenti idrofili presentano catene molecolari che trasmettono il vapore acqueo all'esterno. Gli indumenti microporosi presentano minuscoli pori che permettono al vapore acqueo di fuoriuscire dal tessuto, impedendo l'ingresso della pioggia.
Alla fine degli anni novanta, i capi Helly Hansen guadagnarono un seguito tra i giovani, in particolare nel nord dell'Inghilterra e fra gli appassionati di hip hop negli Stati Uniti. Il marchio ha acquisito un appeal di massa e ora è venduto non solo nei negozi di escursionismo e di abbigliamento specializzato, ma anche nei negozi di articoli sportivi.
Nel 2008 fu lanciata la collezione Odin, un sistema di materializzazione a 3 strati pensato per gli alpinisti. La collezione Odin ha vinto il Red Dot Design Award nello stesso anno.
Nel 2012, Helly Hansen introdusse la tecnologia H2 Flow con la giacca H2 Flow, che consente, a chi la indossa, di regolare la temperatura corporea.

## Storia dell'azienda
Nel 1995 la società era di proprietà del conglomerato norvegese Orkla, che quell'anno vendette una quota del 50% di Helly Hansen a Resource Group International, che si fuse con Aker nel 1996.
Nel 1997, Investcorp acquistò le quote di Aker e la maggior parte della quota di Orkla, arrivando a detenere il 70% della Helly Hansen, che all'epoca era valutata 160 milioni di dollari.
Nell'ottobre 2006, Investcorp vendette le sue azioni Helly Hansen ad Altor Equity Partners, una società di private equity.
Nel 2012, Altor ha venduto una quota del 75% di Helly Hansen all'Ontario Teachers' Pension Plan.
Nel 2015 l'Ontario Teachers' Pension Plan ha rafforzato la sua posizione, acquisendo le restanti azioni di Altor nell'azienda. Nel maggio 2018, Ontario Teachers ha venduto la società a Canadian Tire per 985 milioni CA$ .

## Collaborazioni
Nel febbraio 2011 fu annunciata una partnership triennale con la compagnia di guide Mountain Madness per fornire equipaggiamenti a tutte le guide operative di Mountain Madness "con abbigliamento tecnico dalla testa ai piedi" a partire dalla stagione 2011 e fino al 2013.
Nel novembre 2012, Helly Hansen strinse una partnership con la US Ski and Snowboard Association per diventare il fornitore ufficiale di strati di base. La squadra statunitense di sci alpino indossava la maglia intima Helly Hansen durante la gara a Sochi.
Helly Hansen è lo sponsor ufficiale per l'abbigliamento delle NOOD Regatta Races dedicate alla vela.
Nel luglio 2015, Helly Hansen è diventato il partner di abbigliamento per le squadre canadesi di sci alpino e para-alpino.
Helly Hansen è uno dei partner ufficiali del velista Giancalo Pedote per l'edizione del Vendée Globe 2020 e 2024.